# Hermanniella clavasetosa
Hermanniella clavasetosa är en kvalsterart som beskrevs av Hammer 1966. Hermanniella clavasetosa ingår i släktet Hermanniella och familjen Hermanniellidae. Inga underarter finns listade i Catalogue of Life.